# Kopparbergs samrealskola
Kopparbergs samrealskola var en realskola i Kopparberg verksam från 1927 till 1966.

## Historia
Skolan var mellan 1897 och 1924 Kopparbergs samskola för att därefter vara en fyraårig högre folkskola. Denna ombildades 1 januari 1928 till en kommunal mellanskola. Denna ombildades från 1946 successivt till Kopparbergs samrealskola. 
Realexamen gavs från 1928 till 1966.
Skolbyggnaden användes efter realskolan av Ljusnarsskolan.